# 上海东方国际水产中心

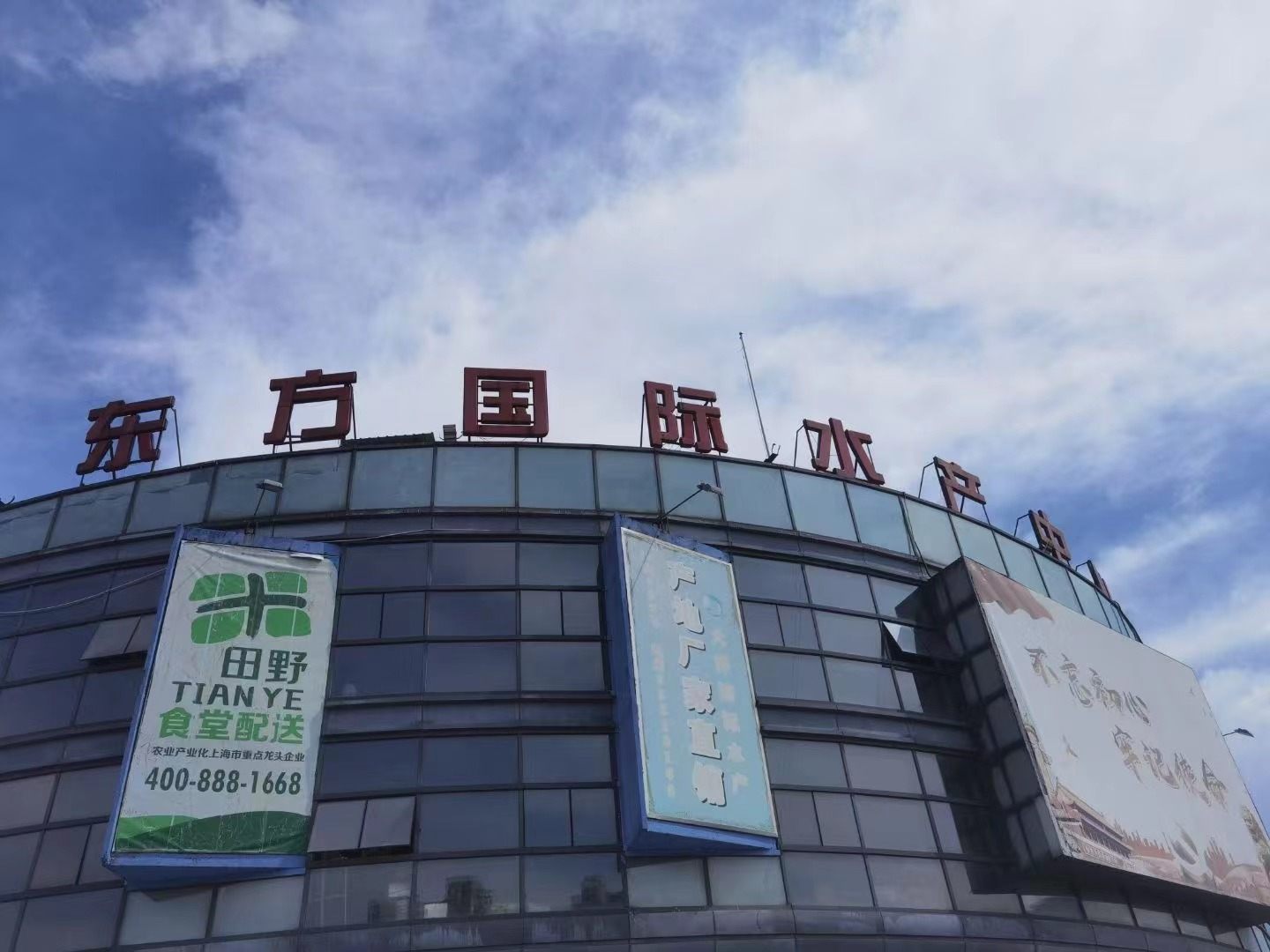
東方國際水產中心

上海东方国际水产中心是中華人民共和國上海市楊浦區的一個水產品交易中心，位於軍工路和黃浦江之間，由上海水产集团、上海大盛资产公司、杨浦区商业投资公司、上海沪西水产市场等共同投资组建，2006年7月開業。上海东方国际水产中心建築面積為36萬平方米，交易場地達14000平方米，年水產品交易量達40萬噸，冷庫總冷藏量為2.4萬噸。上海东方国际水产中心一樓有1300間商鋪，二樓有600間辦公房間。水產中心內的地面可停靠800輛車輛。